# Hevenu shalom aleichem
"Hevenu shalom aleichem" (em hebraico: הבאנו שלום עליכם - “Trouxemos paz sobre vós”) é uma canção folclórica de língua hebraica baseada na saudação Shalom aleichem. Embora seja considerada uma canção folclórica israelense, a melodia de "Hevenu shalom aleichem" é anterior ao atual estado de Israel e é de origem hassídica. Alguns estudiosos afirmam que a melodia se originou entre os judeus hassídicos na Romênia. O texto em hebraico da canção foi adicionado à melodia hassídica tradicional pelos judeus na Palestina antes do estabelecimento de Israel em 1948. É tradicionalmente cantado em celebrações, como casamentos. Foi traduzida para vários idiomas, incluindo inglês, francês e alemão, e se tornou popular no exterior, sendo também usada em manifestações pela paz.

## História
A canção "Hevenu shalom aleichem" é baseada na saudação tradicional em hebraico, Shalom aleichem. As três palavras são seu único texto, repetidas diversas vezes. O compositor da melodia é desconhecido, no entanto, os estudiosos afirmam que a melodia é de origem judaica hassídica. Embora seja considerada uma canção folclórica israelita, o jornalista musical britânico Norman Lebrecht afirmou que a melodia de "Hevenu shalom aleichem" teve origem entre os judeus hassídicos na Roménia. O texto em hebraico da canção foi adicionado à melodia hassídica tradicional pelos judeus na Palestina antes do estabelecimento de Israel em 1948.
"Hevenu shalom aleichem" é comumente cantado pelos judeus em celebrações de casamento, e também é utilizado em celebrações de Bar Mitzvá (b'nei). Embora não seja considerada uma canção religiosa, a obra é ocasionalmente incorporada em serviços religiosos judaicos; e tem sido citada como particularmente útil para alcançar fiéis que vivem com demência devido ao seu envolvimento com a identidade judaica e a memória cultural e sensorial.
A melodia de "Hevenu shalom aleichem" foi usada e adaptada em diversas composições clássicas a partir do século XIX. Estes incluem o último terço do Salem Aleikum de Franz Xaver Haberl: Orientalisches Marsch-Intermezzo, e a abertura do terceiro movimento da Sinfonia da Reforma de Mendelssohn. A melodia foi posteriormente usada pelo compositor Frank Ticheli em sua obra Angels in the Architecture, que estreou na Ópera de Sydney em 2008.
De acordo com o estudioso de música israelense e vencedor do Prêmio Israel, Eliyahu Hacohen he:אליהו הכהן (nascido em 1935), ele próprio aprendeu a letra no jardim de infância. Hacohen afirmou que a melodia da canção se tornou conhecida em Israel por meio de um anúncio na Alemanha de cigarros da marca Salem, que foi interpretada por um conjunto turco.
A canção foi adaptada para ser cantada em muitas línguas, como inglês, "Que haja paz no mundo", alemão, "Wir wollen Frieden für alle" (Queremos paz para todos), francês, "Nous voulons la paix pour le monde" (Queremos paz para o mundo) e italiano, "Vogliamo pace per tutti" (Queremos paz para todos). Tornou-se cada vez mais cantada na Alemanha após o Concílio Vaticano II, que terminou em 1965, encorajando cristãos e judeus a lembrarem-se da sua herança comum. Foi incluída nos hinários protestantes em alemão, incluindo como nº 433 no Evangelisches Gesangbuch na década de 1970. A canção se tornou popular e continua popular. Na França, a tradução francesa também é frequentemente usada como hino.

## Música e gravações

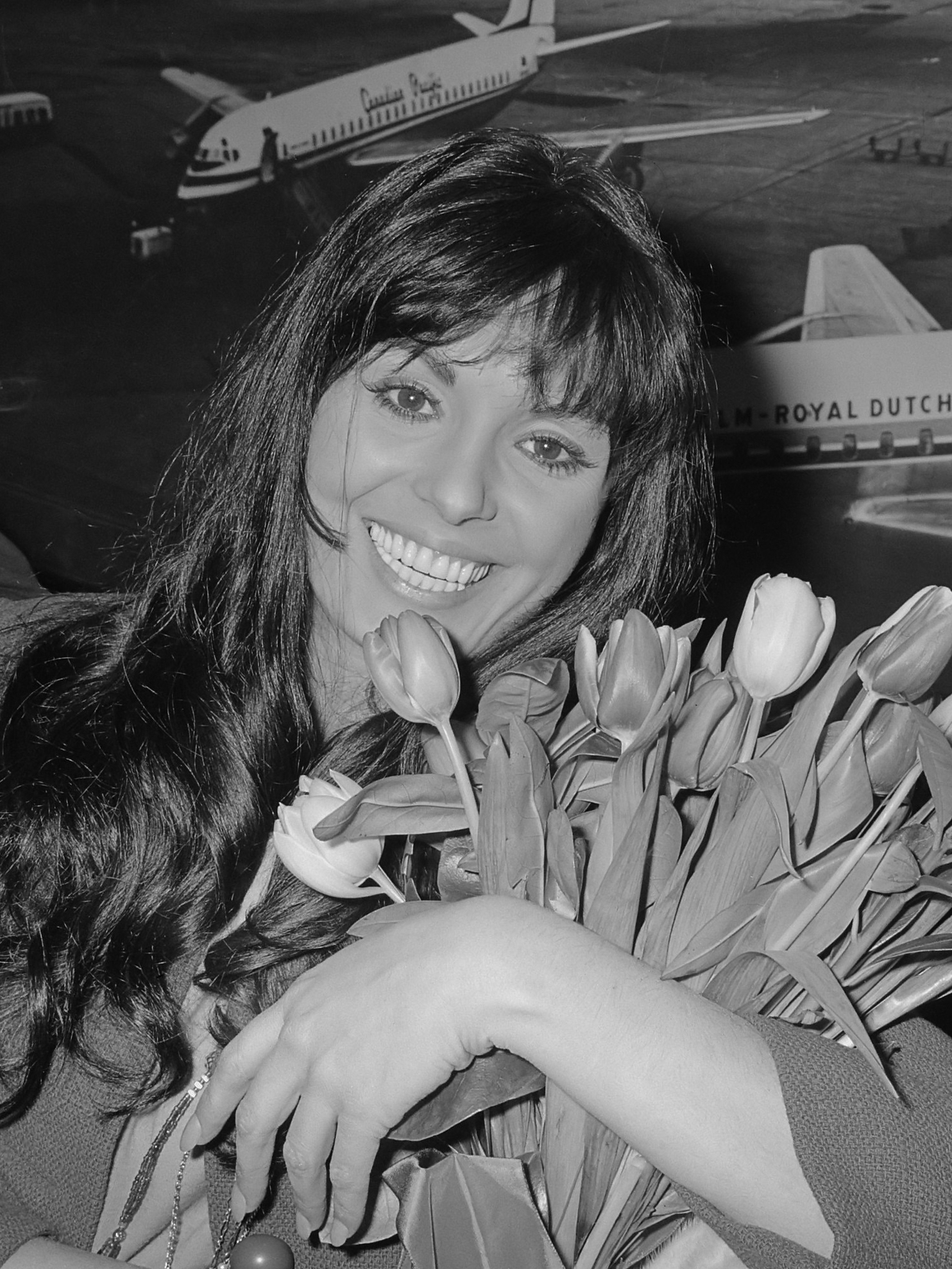
Daliah Lavi em Schiphol em 1966

A cantora israelense Daliah Lavi gravou a canção na Alemanha em 1974, para abrir seu álbum I'm Israeli – I'm A Sabra; foi relançado em 2022. Com James Last e sua orquestra, ela apareceu em uma série de 1975 do popular Starparade. Adon Olam gravou a canção em 1999 em uma coleção das melodias mais populares de Israel. A Orquestra Filarmônica de Israel incluiu-a, como parte de um medley, em uma coleção de canções de casamento judaicas. O Rubinstein Klezmer Project lançou o álbum Fiddler on the Road em 2013, incluindo a música.
"Hevenu shalom aleichem" está incluída na coleção de gravações sonoras judaicas da Biblioteca de Harvard.

## Usos
De acordo com o jornal israelense Davar, a canção foi usada para protestar contra o domínio britânico no Mandato Britânico da Palestina (1945), para dar as boas-vindas aos refugiados judeus no país (1946), e mais tarde como uma canção infantil popular (1947). A obra está incluída nas seções de voz coral e solo do livro de 1959 do National Jewish Music Council, Peace and Brotherhood as Reflected in Jewish Music: A Listing of Selected Works, e foi listada como uma canção tocada em concertos patrocinados por essa organização em centros comunitários judaicos nos Estados Unidos na década de 1950.
Após a assinatura dos Acordos de Camp David em 1978, o primeiro-ministro israelense Menachem Begin fez referência à canção em seu discurso ao presidente Jimmy Carter e aos cidadãos de Israel, afirmando em suas observações finais o desejo de cantar "Hevenu shalom aleichem" com o povo de sua nação em seu retorno a Israel. Um grande relógio de pêndulo no Museu Judaico da Congregação Beth Israel em West Hartford, Connecticut, conhecido como "Relógio da Paz", foi construído em 1979 em homenagem aos Acordos de Camp David e toca a melodia "Hevenu shalom aleichem" a cada 30 minutos.
A canção em inglês "Israelism", lançada pelo grupo sueco Army of Lovers em 1993, incorpora música e palavras de "Hevenu shalom aleichem".
Em 2008, "Hevenu shalom aleichem" foi incluída em um concerto dado ao Papa Bento XVI na Sinagoga Park East, na cidade de Nova York, durante sua primeira visita aos Estados Unidos. Em 2018, a Academia de Música e Dança de Jerusalém apresentou a canção no Aeroporto Ben Gurion. Os coros interpretaram a canção em um encontro com competição de coros judeus europeus em Ferrara em 2019.
A canção foi sugerida pela associação musical alemã para coro e orquestra para ser cantada junto com refugiados da Ucrânia após a Invasão da Ucrânia pela Rússia, em eventos públicos com o lema Deutschland singt für Hoffnung und Frieden (A Alemanha canta pela esperança e pela paz), inspirada pelo presidente Volodymyr Zelenskyy em abril de 2022. Foi cantada em uma ação após o chamado em 3 de outubro de 2022 em Maßweiler, em um canto aberto com artistas solo e a multidão cantando juntos. No aniversário da invasão, a associação convocou atividades para 3 de outubro de 2023, recomendando cantar canções de paz como "Dona nobis pacem", "We shall overcome", "Von guten Mächten" e "Where have all the flowers gone". A sobrevivente do Holocausto Tamar Dreifuss usou a canção, convidando-a a cantá-la em conjunto, para concluir palestras sobre o Holocausto como testemunha ocular em escolas na Alemanha.